# Calle del Salitre
La calle del Salitre es una vía pública de la ciudad española de Madrid, situada en el barrio de Embajadores, distrito Centro, que cruzando el barrio de Lavapiés, desciende en sentido norte-sur desde la calle de Santa Isabel hasta la calle de Valencia en su confluencia con la calle de la Sombrerería. Debe su nombre a la La Real Fábrica de Salitres de Madrid, abierta en 1785.

## Historia
Mediado el siglo xvii, aunque no urbanizada en su totalidad, la calle que descendía desde la de Santa Isabel al postigo de Valencia, aparece rotulada como calle de San Bernardo en el plano de Texeira de 1656; si bien en el plano de Espinosa de 1769 está rotulada sin embargo como calle de San Bernabé. Fue conocida popularmente sin embargo como “calle del Salitre”, denominación que el consistorio municipal madrileño hizo oficial el 11 de enero de 1835. Aún hubo un periodo, ya en el siglo xx en que cambió su nombre por el de calle de Baltasar Bachero, nombre que mantuvo entre 1929 y 1967, año en que recuperó el de calle del Salitre.

### San Lorenzo
El gran crecimiento de la población controlada por la primitiva parroquia de San Sebastián en tiempos de Felipe III, hizo que este rey mandara erigir un templo auxiliar dedicado a San Lorenzo, levantado en la esquina con «la calle del Doctor Piga -antigua Travesía de San Lorenzo- frente a la calle de la Fe», donde según algunos cronistas hubo antes una sinagoga. La iglesia, concluida en 1669, sufrió varios incendios, el más destructor en 1936 que la dejó en ruinas. Entre 1942 y 1950 se levantó un nuevo y modesto templo según traza de los hermanos Sixto y Antonio Cámara Niño.

### La fábrica de Salitre

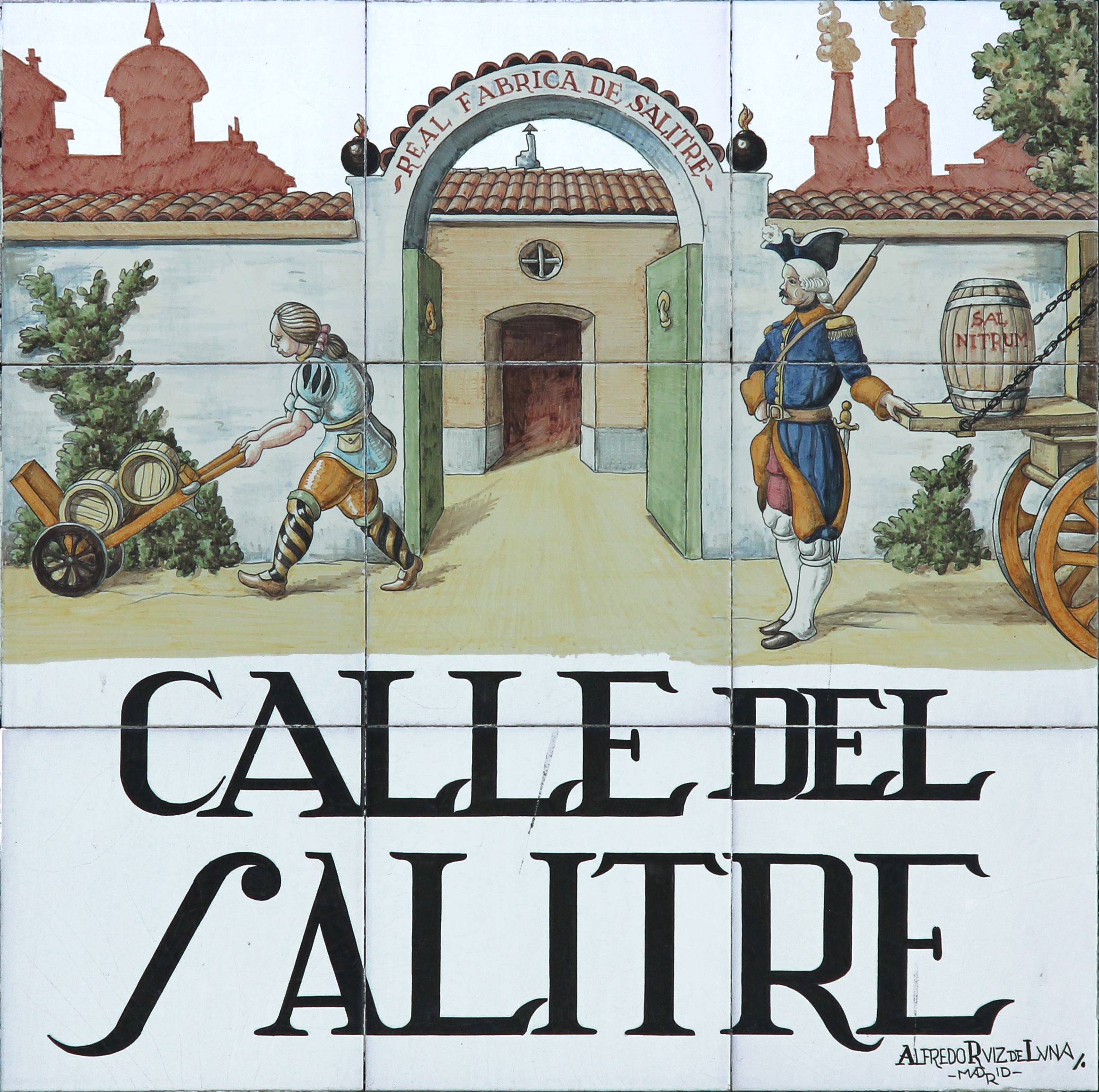
Representación de la Real Fábrica de Salitre en la placa del callejero artístico de Madrid, obra de Alfredo Ruiz de Luna González.

Dentro de los proyectos de inspiración ilustrada, entre 1778 y 1785 se construyó, entre la manzana 36, junto al portillo de Valencia y la entonces calle de San Bernardo, la Real Fábrica de Salitres de Madrid, siguiendo los planos del arquitecto José de la Ballina y su hijo Manuel (que llegaría a ser Arquitecto de Rentas Reales). Ha quedado noticia de que en esta industria «llegaron a trabajar más de mil quinientos operarios»; concentración obrera que provocó la creación y expansión del llamado «gran Barrio del Salitre». En el plano de Madrid de Tomás López, publicado en 1835, las fábricas aparecen representadas con dos grandes espacios triangulares con depósitos de sal y albercas, en una zona que abarcaba desde el ‘barranco de Embajadores’ (luego calle de Miguel Servet) hasta el Hospital General ocupado luego por el Museo Reina Sofía, y delimitados por la Ronda de Atocha y el paseo de Santa María de la Cabeza. Aunque declarado Bien Nacional, en 1869 el Estado vendió a diversos particulares terrenos e instalaciones.

## Edificios
Los cronistas Peñasco y Cambronero anotan que «se conservan antecedentes de construcciones particulares» desde 1696. Nada se conserva de aquel periodo pero sí muchos de los edificios construidos entre finales del siglo xix y comienzos del xx, cuando se urbanizó la demolida fábrica de salitres y los terrenos colindantes, con manzanas de viviendas y calles nuevas como la del Doctor Fourquet.
Además de la gran cantidad de puertas de madera que se han conservado, pueden mencionarse singulares edificios como el del número 22, con una colorista mezcla de fábrica de cerámica y ladrillo rojo. Otro local interesante –muestra del apogeo que la azulejería urbana tuvo en el Madrid del último cuarto del siglo xix y primer tercio del siglo xx, impulsada por la ideología pedagógica de la Institución Libre de Enseñanza– es el que decora la fachada de la antigua taberna que hubo en el nº 2, publicitando la antigua Casa Lara, que en 1987 pasó a llamarse Taberna Encantada.